# Cala Torret
Cala Torret es una pequeña bahía al sureste de la isla de Menorca, en España. Está situada entre la Playa de Binibeca y Biniancolla, en el término municipal de San Luis. Dista 5 km de San Luis y 8 km de la capital, Mahón.
Cuenta con un pequeño núcleo de población y diversos comercios y restaurantes. Su principal actividad es el turismo de temporada.
- Datos: Q5739609